# Josep Maria Gich i Pi

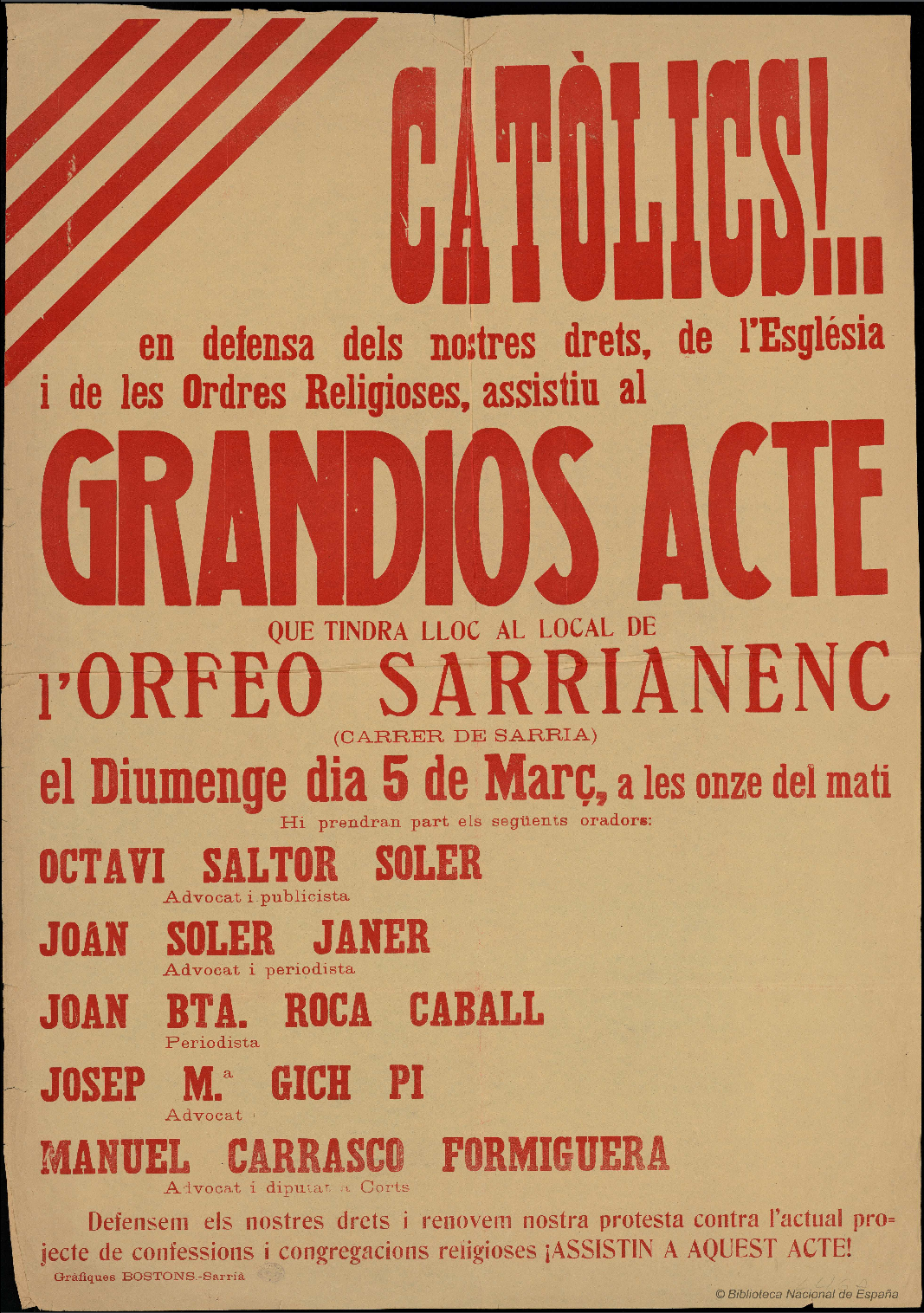
Josep M. Gich anunciat com a orador en un acte en defensa de l'Església (1933)

Josep Maria Gich i Pi (Tivissa, Ribera d'Ebre, 15 de novembre de 1887 - Barcelona, 2 de gener de 1957) va ser un advocat i periodista català.

## Biografia
Es llicencià en Dret i Ciències Socials a la Universitat de Barcelona. Conseller de La Caixa de Pensions des de 1921 arribà a exercir el càrrec de Vicepresident de l'entitat després de la Guerra Civil, i va ser notari a Barcelona. Durant la seva joventut milità en el carlisme i va ser fundador de l'Agrupació Escolar Tradicionalista de Barcelona, de la qual fou president, juntament amb Lluís Vila i d'Abadal. Des de 1909 era membre d'Acció Social Popular, entitat creada amb la finalitat de difondre l'acció social de l'Església, camp en què Gich tingué una militància destacada com a difusor en múltiples xerrades. Director d'El Social (òrgan d'Acció Social Popular) també dirigí la revista Catalunya Social i va col·laborar en la revista Priorat editada a Falset, escrivint articles sobre la política i la societat catalanes. La Biblioteca de La Caixa de Pensions de Falset (1946-1999) va portar el seu nom, ja que va la seva intervenció la va fer possible. Un carrer de Falset també porta el seu nom. L'historiador Pere Audí Ferrer està escrivint la seva biografia.

## Obra publicada
- Ideas sociales de Balmes. Barcelona: Acción Social Popular, 1910
- El Evolucionismo jurídico: aplicación a una nueva fase del desenvolvimiento del derecho privado. Barcelona: Universitat de Barcelona, 1911
- Vida que passa. Gandesa: Edicions El llamp, 1927